# Балабанов (хутор)
Балаба́нов — хутор в Егорлыкском районе Ростовской области.
Входит в состав Егорлыкского сельского поселения.

## География
Хутор находится у истока пересыхающего ручья, притока реки Мечетка, близ железной дороги, на расстоянии 15 км к северу от станицы Егорлыкская, административного центра района, и 95 км к юго-востоку от города Ростов-на-Дону, административного центра области. Абсолютная высота — 106 м над уровнем моря.

## Население
| 1989 | 2002 | 2010 |
| ---- | ---- | ---- |
| 26   | ↘19  | ↗30  |

## Улицы
На хуторе имеется одна улица — Центральная.